# Герб на Казахстан
Гербът на Република Казахстан (от хералдическа гледна точка - емблема) представлява изображение на „шанърак“ – най-горната сводеста част на юртата, на небесносин фон, от който във всички страни във формата на слънчеви лъчи се разпръскват уйки (опори на юртата). Гербът е завършен с два крилати тулпари (митически животни, наподобяващи еднорози или пегаси). В долната част на герба стои надпис „Қазақстан“. Цветното изображение на държавния герб на Казахстан е изпълнено в небесносиньо и златно.
Автори на държавния герб са известните казахски художници Жандарбек Малибеков и Шота Уалиханов.
Националният символ е утвърден на 4 юни 1992 година.

## Галерия
- Тулпар
- Шанърак
- Емблема на Казахската съветска социалистическа република
- Пощенска марка с емблемата на Казахската ССР